# Ludvig Lund
 Ikke at forveksle med maleren Johan Ludvig Gebhard Lund, kendt som J.L. Lund
Johan Ludvig Lund (født 30. oktober 1831 i Thisted, død 27. september 1898 i Århus) var en dansk redaktør og politiker. Han var medlem af Folketinget 1872-1873.

## Liv og levned
Lund blev født i Thisted i 1831. Han var søn af den norske bogtrykker Johan Grøn Lund som i 1825 havde oprettet avisen Den Nord-Cimbriske Tilskuer, som senere skiftede navn til Thisted Amtsavis. Lund underviste i engelsk og tysk indtil han i 1860 blev redaktør og udgiver af Thisted Amtsavis ved sin fars død. Han solgte avisen i 1872 og flyttede til København hvor han blev bogtrykker. Han mistede det meste af sin formue i 1880 efter at være blevet bedraget af en kompagnon. Derefter han var redaktør på Bornholms Amtsvis 1880-1882. Senere blev han sproglærer i Århus. Han boede en periode i Brabrand vest for byen hos en præst som han var ven med, før han flyttede videre til Århus. Lund døde fattig i Århus i 1898.

## Politiske hverv
Ludvig Lund blev borgerrepræsentant og formand for borgerrepræsentantskabet i Thisted i 1861 og senere medlen af byrådet til 1872. Ved folketingsvalget 1872 stillede han op i Thistedkredsen mod kredsens daværende folketingsmedlem, kaptajn Jagd, som han vandt over med 512 stemmer mod 469 stemmer til Jagd. Men ved det efterfølgende folketingsvalg året efter tabte han til Jagd. Lund stillede ikke op til Folketinget efter dette. Politisk tilhørte han højrefløjen.